# Bernard Cathelat
 (juin 2013).
Si vous disposez d'ouvrages ou d'articles de référence ou si vous connaissez des sites web de qualité traitant du thème abordé ici, merci de compléter l'article en donnant les références utiles à sa vérifiabilité et en les liant à la section « Notes et références ».
Bernard Cathelat est un psychosociologue.

## Parcours
Il est spécialisé depuis 1972 dans l’étude des tendances d'évolutions sociales des styles de vie privés et professionnels.
Docteur (3e cycle de l'université de Paris-Sorbonne) en Psychologie Sociale.
Cofondateur et Directeur de recherches au CCA, “laboratoire de prospective sociale“ du groupe Havas Wordlwide jusqu'en 2011. 
Co-développeur, avec l'équipe du CCA, des études de Prospectives et Socio Styles de Vie dont il a publié la méthodologie originale du Socio-Styles Système.
Cette méthode présente l'originalité de réunir dans une même enquête quantitative un relevé d'environ 3000 variables psychologiques et comportementales sur la vie privée, les valeurs et convictions, la société et la politique, les loisirs et centres d'intérêt, la culture et les médias, les consommations; un traitement statistique de structuration des données permet d'en révéler une typologie de "Socio-Styles de Vie. La répétition de ces enquêtes, de 1972 à 2010 a permis d'identifier et pondérer des “Socio-Trends“, tels que le courant de “Recentrage“ néo-conservateur des années 1978-90 qui a remplacé la dynamique dominante “d'Aventure“ des années 1965/75; ou l'apparition, à la fin de la décennie 1990 d'une mentalité victimaire et révoltée dans la classe moyenne-inférieure.
Ancien enseignement vacataire (au DESS de Communication Politique et Sociale, en 3e cycle de sciences politiques à Paris I Sorbonne) jusqu'en 2010.
Depuis 2008, sociologue auprès de Netexplo Observatory, institut de veille et analyse mondiales des innovations numériques et de leurs applications (notamment dans les “smart cities“), pour l’analyse de leur impact sociologique et spyschologique.

## Publications

### Méthodologie
- Socio-Styles Système, Bernard Cathelat, Editions d'Organisation, Paris, 1990 (livre de méthodologie sur l’étude des styles de vie au CCA)
- version Anglaise Socio-Styles, the new life-styles classification system for identifying and targeting consumers and markets, Bernard Cathelat, éditions Kogan Page, Londres, 1993
- version Américaine Socio-Life Styles Marketing, the new science of identifying, classifying and targeting consumers, Bernard Cathelat, Probus Publishing, Chicago, 1994

### Sociologie des styles de vie
- Styles de vie : Bernard Cathelat, Editions d'Organisation, Paris, 1985, en 2 volumes : tome 1 cartes et portraits, tome 2 : courants et scénarios.
- Panorama des styles de vie 1960/90, Monique Cathelat et Bernard Cathelat), Editions d'Organisation, Paris, 1991
- Vous et les Français, Bernard Cathelat et Gérard Mermet, ed. Flammarion, Paris, 1993

Collection Foreseen de tendances prospectives sociales publiée par l’équipe du CCA, coordonnée par Bernard Cathelat, avec le point de vue d’invités 
- Quelles élites pour le 21e siècle ? (Denoel 1997)
- De l'homo sapiens à l'homme interactif (Denoel 1998)
- L'impératif moral (Denoel 1998)
- Le retour des clans (Denoel 1998)
- La soif d'émotion (Plon 1999)
- Du corps machine à la pensée harmonique (Plon 1999)
- Les nouveaux horizons de la consommation (Plon 1999)
- L'alternative des valeurs féminines (Plon 1999)
- Les Screenagers (Plon 2000)
- Le défi de l'humain (Plon 2001)

- Ce que veulent les Français, Bernard Cathelat, Sandrine Cathelat, Mike Burke, Robert Ebguy, Denis Quenard - novembre 2011, éditions Eyrolles, Paris

### Sociologie de la communication
- Publicité et Société, Bernard Cathelat et André Cadet, éditions Payot, Paris, 1969
- Telle publicité, telle société, Denis Quenard et Bernard Cathelat, article in La Nef, n° 59, 1er trimestre 1976.
- Styles de Pub : 60 manières de communiquer, Bernard Cathelat et Robert Ebguy, Editions d'Organisation, Paris, 1990  (Edition Chinoise en 2002)

### Sociologie de la civilisation numérique
- Human decisions thoughts on A.I. : contribution à un ouvrage collectif  (conclusion de Bernard Cathelat : Netexplo's perspective on A.I. , pages 130 à 140) - 2018 par UNESCO Publishing et Netexplo. (Version numérique en téléchargement libre : https://netexplo.com/notebooks/)
- Smart Cities – Choix de société pour 2030("Smart Cities - Shaping the society of 2030“) : 360 pages, versions en Français, Anglais et Mandarin, avril 2019 par UNESCO Publishing et Netexplo - (Versions numériques en téléchargement libre : https://netexplo.com/dl/)
- “From Smart to Linking Cities“ - Co-autors : Bernard CATHELAT (Part I); et (Part II) : Pierre BALLOFET, Virginie BOUTUEIL, Jean-Pierre CALISTE, Brice LAURENT, Gérard MEMMI & Elliott MEMMI, Ian MONROE, Gerard NAULLEAU, Antoine PICON , Jian Daniel SUN, Benjamin VOYER - 244 pages - Netexplo and UNESCO publishing– Paris april 2021- (version anglaise ; versions imprimée, et numérique en téléchargement libre : https://netexplo.com/dl/)
- “Flex'Agile Linking City“, Netexplo Publishing, 2022.